# Reguła zakonna
Reguła zakonna (od łac. regula) – zbiór podstawowych przepisów regulujących codzienne życie zakonne, charakterystyczny zwłaszcza dla pierwszych form wspólnot w chrześcijaństwie oraz dla buddyzmu. 

## Chrześcijaństwo
Najczęściej regułę ustanawiał lub przyjmował założyciel zgromadzenia. Za najstarszą uznaje się regułę cenobityczną stworzoną przez św. Pachomiusza (287-347). 
Pozostałe znane reguły zakonne to:
- Reguła św. Bazylego (IV w.),
- Reguła św. Augustyna (IV-V w.),
- Reguła Eugipiusza (VI w.),
- Reguła św. Benedykta (VI w.),
- Reguła św. Alberta Jerozolimskiego (XII-XIII w.),
- Reguła św. Franciszka (XIII w.).

## Buddyzm
Reguły zakonne pochodzą od Buddy Siakjamuniego. Spisano je w Winaja Pitace jako Prātimokṣa - zbiór zasad (dosł. "ku wyzwoleniu"; Prāti z sanskrytu znaczy "ku" a mokṣa "wyzwolenie"). Przekazywane były w nieprzerwanym ustnym przekazie z następujących tradycji: Theravāda Winaja, Mahāsāṃghika Winaja, Mahīśāsaka Winaja, Dharmaguptaka Winaja, Sarvāstivāda Winaja, oraz Mūlasarvāstivāda Winaja. Theravāda Winaja nieprzerwanie przekazywana jest do dziś i przestrzegana w krajach buddyzmu therawady głównie takich regionów jak Birma, Cejlon, Tajlandia i Indie. Dharmaguptaka Winaja głównie w regionach Dalekiego Wschodu: Wietnam, Korea i Chiny. Mūlasarvāstivāda Winaja w regionach buddyzmu tybetańskiego: Nepal, Chiny, Indie, Rosja, Bhutan. Obecnie Prātimokṣy przestrzega się również w pozostałych regionach świata w małych odosobnionych wspólnotach, np. w Europie, Ameryce Północnej i Australii. Reguły zakonne dotyczą mężczyzn i kobiet i dzielą się na:
- pełne śluby zakonne dla mężczyzn (sanskryt. bhiksu; tyb. gelong)
- pełne śluby zakonne dla kobiet (sanskryt. bhiksuni; tyb. gelongma)
- śluby zakonne dla kobiet (sanskryt. siksamana; tyb. gelopma)
- nowicjaty zakonne dla mężczyzn (sanskryt. sramanera; tyb. getsul)
- nowicjaty zakonne dla kobiet (sanskryt. sramanerika; tyb. getsulma)